# Argumentum ad misericordiam
Az argumentum ad misericordiam olyan érvelési hiba, amely a hallgató vagy olvasó részvétére, szánalmára vagy bűntudatára épít. Az érzelmi alapú érvelés egyik fajtája.
A stratégia arra irányul, hogy a célszemélyben kiváltsa a társadalmi felelősség normáját. Ez, a legtöbb kultúrában erőteljesen és mélyen beágyazott norma azt írja elő, hogy az embereknek segíteniük kell azon, akik erre rászorulnak. Ennek elmulasztása belső feszültséggel jár, a segítségnyújtás viszont javítja a segítő önbecsülését, aki jutalomként éli ezt meg.

## Példák
- Tanár úr, bár a vizsgadolgozatom nem sikerült nagyon jól, kérem, hogy mikor osztályoz, vegye figyelembe, hogy mindkét szülőm súlyos beteg és a testvéreimre is nekem kell felügyelnem. Ha Ön is megbuktat, elvesztem az utolsó lehetőségemet is, hogy bent maradjak az egyetemen.
- Remélem, tetszeni fog a benyújtott javaslatom. Hat éven keresztül dolgoztam rajta, és nem tudom mihez kezdek, hogyha visszautasítják.
- Megérdemlek egy fizetésemelést, mert a mostani fizetésem nem elég, hogy fizessem a törlesztőrészletet, így elveszíthetem a lakásomat.